# Cerkev Marijinega vnebovzetja, Braslovče
Župnijska cerkev Marijinega vnebovzetja Braslovče (pogovorno Marijina cerkev v Braslovčah) je večja cerkev z zvonikom, na severnem robu trga Braslovče, v Spodnji Savinjski dolini. Je župnijska cerkev župnije Braslovče.

## Zgodovina
Najstarejša posredna omemba župnijske cerkve posvečene Mariji je iz ustanovne listine gornjegrajskega benediktinskega samostana iz leta 1140, ko je omenjena župnija “sancta Marie de Frazlow”. Cerkev kot stavba je omenjena šele leta 1255, ko je bila v njej sodna obravnava. Vizitacijska poročila iz 17. stoletja vedno navajajo, da je bila cerkev v Braslovčah posvečena Mariji ali Mariji Devici. 
Očitno se je poimenovanje delno spremenilo po letu 1776, ko je baročni kipar Ferdinand Gallo izdelal nov oltar s prikazom Marijinega vnebovzetja in ko je slikar Leopold Layer naslikal novo oltarno sliko, ki prav tako prikazuje Marijino vnebovzetje. 
Ob vzdrževalnih delih in adaptaciji leta 1984 so odkrili dve prej zazidani okenski odprtini, ki sta zelo ozki in visoki in torej sodijo v predromanski čas tj. pred 10. stoletjem. Torej lahko nastanek prvotne cerkve postavimo že v čas pred letom 1000. Zgradba je že v tistem času bila zgrajena iz kamna. O sami cerkvi ni dosti podatkov vse do začetka 17. stoletja. Znano je le da je braslovški župnik Kasper leta 1485 dokončal gradnjo braslovškega protiturškega tabora. Prvi obsežnejši zapisi izhajajo iz vizitacij, ki so jih izvajali v ljubljanski škofiji v letih 1616, 1631, 1654, 1661, 1669 in 1684. Iz teh izvemo, da je župnijska cerkev pogorela v velikem požaru v trgu Braslovče pred letom 1600, verjetno leta 1598. Cerkev so obnavljali do oktobra 1604, ko jo je ponovno posvetil ljubljanski škof Tomaž Hren. Braslovški župnik Filip Terpin je poročal o koncu kuge, ki je razsajala v župniji v letih od 1644 do 1646. Sklepati je, da je zato v naslednjem obdobju braslovška cerkev dobila kapelo ali stranski oltar posvečen svetemu Roku in Boštjanu, ki so ga v naslednjih stoletjih odstranili. (Sveti Rok je zavetnik pred kugo.) Nekatere, vendar ne natančneje opredeljene arhitekturne spremembe je izvajal dekan Valentin Kus okoli leta 1730, vendar mu je zmanjkalo sredstev za izvedbo vseh načrtov. Te je potem uresničil dekan Sebstijan Pohr, ki je bil braslovški dekan v letih od 1768 do 1784. Cerkev je temeljito preuredil. Zgraditi je dal sedanji zvonik in novo zakristijo, v cerkvi pa postavil nov oltar. Izven cerkve so v nekdanjem vhodnem stolpu v taborskem obzidju uredili stanovanja za kaplane. Verjetno leta 1772 so podrli prejšnji zvonik, ki je do takrat stal na oltarni strani cerkve.
Leta 1882 so precej spremenili notranjost ladje, ko je notranje stene in strop poslikal slikar Tomaž Fantoni iz furlanskega Humina, ki pa je sicer živel na Štajerskem.
Braslovška pražupnija je bila od svojega nastanka dalje podrejena oglejskemu patriarhu (nadškofiji). V oglejskem patriarhatu je imela braslovška pražupnija posebej pomemben položaj. Braslovče so bile središče Savinjskega arhidiakonata (nadduhovništvo). Braslovška župnija je bila dolgo pod velikim vplivom Žovneških svobodnih gospodov in pod njihovim odvetništvom do leta 1332, ko je patriarh Pagan na predlog Friderika I. Žovneškega, vse pravice slednjega prenesel na gornjegrajski samostan. Po tem je braslovška župnija pripadala gornjegrajskemu samostanu 130 let, do ustanovitve ljubljanske škofije leta 1461. Župnija Braslovče je takrat imeja vikarijate (podružnice) v Grižah, v Preboldu, v Trbovljah in na Vranskem. V sestavi ljubljanske škofije je ostala do jožefinskih cerkvenih reform leta 1787, ko so jo priključili lavantinski škofiji. Leta 1859 je škof Anton Martin Slomšek s prenosom sedeža lavantinske škofije v Maribor in s tem se je sedež škofije približal braslovški in takrat že odcepljeni gomilski župniji. Leta 2006 je braslovška župnija postala sestavni del celjske škofije.
Od leta 1797 dalje je bil v Braslovčah sedež dekanije, ki se je po sedežu imenovala „Dekanija Braslovče“. Braslovški župnik je of nastopu službe dobil naziv dekan. Ime dekanija Braslovče je še vedno v uporabi, le da braslovški župnik ni obvezno tudi dekan dekanije.

## Oltarji
Na osrednjem delu prezbiterija je velik oltar posvečen Mariji Vnebovzeti. V osrednjem delu oltarja je upodobljena skupina angelov z Marijinim vnebovzetjem v sredini. Na levi je kip svete Ane in svete Elizabete, na desni pa kipa svetega Joahima in svetega Zaharije. Oltarno sliko je izdelal leta 1776 baročni slikar in podobar Leopold Layer. Leta 1875 so na velikem oltarju opravili še nekaj obnovitvenih del pod vodstvom Angela Zorattija, zadnjo pa je leta 1985 opravil celjski pozlatar in podobar Miloš Hohnjec. 
Sedanja stranska oltarja sta iz leta 1832 oltar Žalostne Matere Božje v severni kapeli in iz leta 1824 oltar Srca Jezusovega v južni kapeli. Slike za oba oltarja je izdelal znani slikar Matevž Langus iz Kamne Gorice.

## Zvonovi
V župnijski cerkvi Marijinega vnebovzetja v Braslovčah so v zvoniku štirje zvonovi. Nemci so v drugi svetovni vojni tri zvonove zaplenili in odpeljali, ostal je le najstarejši. Vsi zvonovi so bronasti. Dva največja sta bila ulita leta 1974, tretji nima nobenih zapisov, najmanjši pa je najstarejši in iz začetka 17. stoletja  (1604) iz ljubljanske livarne družine Edelman.